# 第701飛行隊 (航空自衛隊)
第701飛行隊（だい701ひこうたい、JASDF 701st Squadron）は、航空自衛隊航空支援集団特別航空輸送隊隷下の要人輸送機部隊。1993年（平成05年）に千歳基地で新編され、日本国政府専用機として2機のB-777を運用する。

## 概要
総理府（現内閣府）で1991年（平成03年）に導入したボーイング747-400が航空自衛隊へ移管されることとなり、1992年（平成04年）4月1日に千歳基地で臨時特別航空輸送隊が編成され、受け入れ態勢を整えたうえで運用試験を開始、1993年（平成05年）6月1日に臨時が外れた特別航空輸送隊と隷下に第701飛行隊が正式発足した。
ボーイング747-400の航空自衛隊への移管に伴い、任務拡大も正式に認められ、本来任務である要人輸送任務に加え、海外紛争発生時等の在外邦人救出、海外での大規模災害に対する国際救援活動、難民輸送、内閣総理大臣が承認した特別な場合等に運用することが可能となった。2003年（平成15年）に初の国際平和協力活動運航として、イラク難民救援国際平和業務で難民救援用物資（テント160張）を日本からヨルダンのアンマンまで空輸。2004年（平成16年）1月22日には、初のイラク人道復興支援運航として、小牧基地からクウェートまで航空自衛隊本隊要員約110名を輸送した。また、2013年（平成25年）に発生したアルジェリア人質事件の際には初の在外邦人等輸送運航として、アルジェリアから日本への在外邦人輸送を行った。
2019年3月24日に千歳基地において2代目政府専用機のボーイング777-300ERとの機種交代式典が実施され、3月31日にボーイング747-400が退役した。
部隊マークはコールサイン「Cygnus」に因み、はくちょう座を描いたものとなっている。

## 沿革
- 1992年（平成04年）4月1日 - 千歳基地において臨時特別航空輸送隊編成[2]。
  - 9月25日 - 初の海外運航試験実施[8]。
- 1993年（平成05年）2月11日 - 初の任務運航実施[2]。
  - 6月1日 - 臨時特別航空輸送隊が特別航空輸送隊に改編。隷下に第701飛行隊編成[2]。
- 2002年（平成14年）5月3日 - 任務運航100回達成[2]。
- 2003年（平成15年）3月30日～4月2日 - 初の国際平和協力活動運航としてイラク難民救援国際平和業務において輸送活動に従事[2][4]。
- 2004年（平成16年）1月22日 - 初のイラク人道復興支援運航として派遣隊員の輸送を実施[3][5]。
- 2005年（平成17年）10月14日 - 初の国際緊急援助活動運航としてパキスタン地震における自衛隊パキスタン派遣でパキスタン国際緊急援助空輸隊として日本からの人員輸送を実施[2][3]。
- 2006年（平成18年）8月18日 - 国外200寄港地達成[3][9]。
- 2008年（平成20年）11月17日 - 任務運航200回達成[2]。
- 2013年（平成25年）1月21日～1月24日 - 初の在外邦人等輸送運航としてアルジェリア在外邦人等輸送任務に従事[2][3]。
- 2014年（平成26年）8月12日 - 次期政府専用機にANAホールディングス提案のB777-300ERが決定[10]。
- 2015年（平成27年）10月6日 - 任務運航300回達成[11]。
- 2017年（平成29年）5月15日 - 全日本空輸乗員訓練センターにて、空中輸送員の機種転換訓練開始[12]。
- 2018年（平成30年）8月17日 - 次期政府専用機B777-300ER初号機（N509BJ）が千歳基地に到着[13]。
  - 9月5日 - 防衛大臣よりB777-300ERの部隊使用承認[13]。
  - 9月25日 - B777-300ERによる飛行訓練開始[14]。
  - 11月3日～11月5日 - B777-300ERによる初の国外運航訓練実施[15]。
  - 12月11日 - 次期政府専用機B777-300ER2号機（N511BJ）が千歳基地に到着[16]。
- 2019年（平成31年）1月14日～1月19日 - B777-300ERによる国外運航訓練実施[17]。
  - 2月12日～2月16日 - B777-300ERによる国外運航訓練実施[18]。
  - 3月24日 - 千歳基地において政府専用機機種交代式典を実施[6]。
  - 3月31日 - B747運航終了[6]。
  - 4月1日 - B777による運航任務開始[6]。
  - 4月22日 - B777による初の任務運航実施[19]。
  - 5月25日 - 政府専用機（B747）退役記念行事実施[20]。

## 部隊編成
- 総括班
- 第1飛行班
- 第2飛行班

## 歴代運用機
- 政府専用機

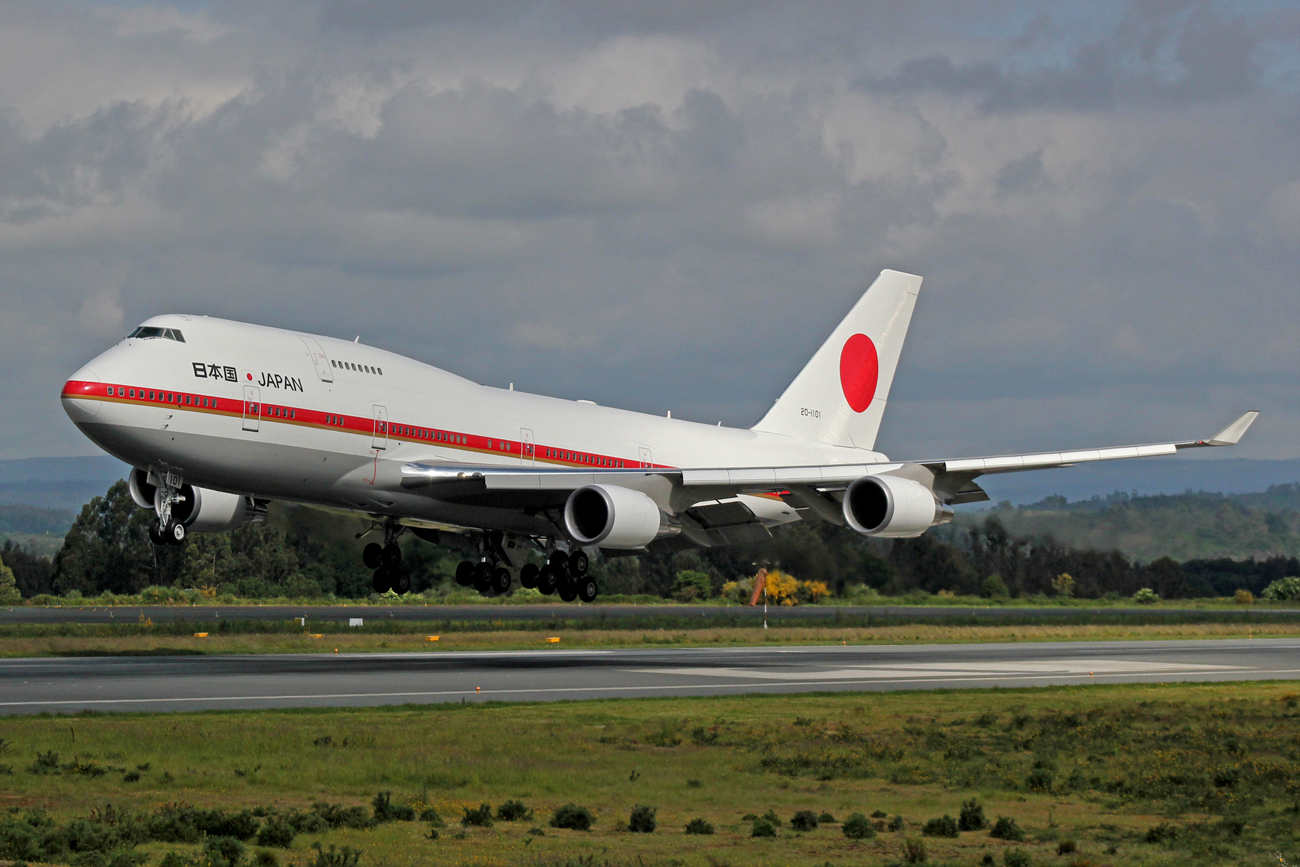
初代政府専用機のB747-400

  - B747-400（1993年～2019年）
  - B777-300ER（2019年～）